# Aftonro
Aftonro är ett postumt album från 2005 med Allan Edwall.

## Låtlista
1. Mor dansar
2. Visst är det bätter men int' är det bra
3. Aftonro
4. Förhoppning
5. Dystervals (i dur)
6. Du och jag
7. Kanske
8. Kärleksvisa
9. Morbror och grisen
10. En rektig kär
11. Du får duga
12. Göken
13. Slumpens makt i Luleå
14. Familjeporträtt
15. Nu löser solen
16. Misse
17. Motgångar
18. Avsiktsdeklaration
19. Lågkonjunktur